# 曽我直子
曽我 直子（そが なおこ、1905年 - 1995年7月24日）は、昭和初期に活動した日本の歌手である。本名は岡田 田鶴（おかだ たづ）。別の芸名として浅香 つる江がある。蒲田行進曲を川崎豊とデュエットで歌ったことで知られる。

## 概要
1905年、愛知県で生まれる。東洋音楽学校（現・東京音楽大学）声楽科、帝国劇場歌劇部（のちの洋劇部。1912年-1916年）研究生を経て歌手となる。主にニッポノホン、コロムビア、ヒコーキ（3つとも現在はコロムビアミュージックエンタテインメント）等のレコードレーベルで多くの曲を歌い、ヒット歌手となった。1995年7月24日死去。